# Andrew Skeen
Sir Andrew Skeen, britanski general, * 20. januar 1873, † 18. februar 1935.